# وليد العمودي
وليد محمد حسن العمودي وكنيته أبُو خالد (25 ديسمبر 1958م – 10 نوفمبر 2023م) قيادي سياسي فلسطيني في حركة حماس وداعية إسلامي ورجل عملٍ خيريّ. تمكن الاحتلال من اغتياله في مدينة غزة خلال معركة طوفان الأقصى. شغل منصب عضو المكتب السياسي لحركة حماس لعدة فتراتٍ انتخابية داخلية ويعتبر أحد أبرز قادة الحركة المقربين من الشيخ أحمد ياسين. يعمل كأستاذٍ جامعي في كلية أصول الدين بالجامعة الإسلامية بغزة٬ وهو من النواة الثلاثة المؤسسين لدار القرآن الكريم والسنة ومشروع تاج الوقار، كذلك أسس تجمع المؤسسات الخيرية في قطاع غزة وترأسه على مدار أكثر من عشر سنوات.

## النشأة والتعليم
- ولد الشيخ في الخامس والعشرين من تشرين الأول من عام 1958م٬ في مخيم الشاطئ للاجئين غرب مدينة غزة٬ لأسرةٍ هجرها الاحتلال الإسرائيلي من مدينة يافا عام 1948م.
- تلقى تعليمه الأكاديمي في السعودية والأردن والسودان٬ حيث حصل على شهادة البكالوريوس في أصول الدين من جامعة الإمام محمد بن سعود الإسلامية بالرياض عام 1982م٬ ثم حصل على درجة الماجستير من كلية الشريعة بالجامعة الأردنية بعمّان عام 1988م بتقدير ممتاز٬ وبعد ذلك نال درجة الدكتوراه في تفسير القرآن وعلومه من جامعة القرآن الكريم بالسودان عام 1997م.
- عمل معلمًا في مدارس وكالة غوث وتشغيل اللاجئين الفلسطينيين في غزة من عام 1989م حتى عام 1997م وقد اضطر إلى ترك عمله بسبب مضايقات إدارة وكالة الغوث على خلفية انتمائه السياسي٬ وفي عام 1997م عمل أستاذًا في قسم تفسير القرآن وعلومه بكلية أصول الدين في الجامعة الإسلامية بغزة٬ حيث شغل فيها عمادة المكتبات وقسم القرآن.
- له العديد من المؤلفات والكتب أشهرها كتاب منهج القرآن الكريم في عرض قضايا العقيدة.[5]

### أسرته
- متزوج وله خمسة أبناءٍ وابنتان٬ وقد ارتقى نجله الأوسط د.عبد الله وليد العمودي في معركة طوفان الأقصى بالرابع من نوفمبر 2023م.[6]
- ارتقى زوج ابنته د.علي عدنان أبو عودة شهيدًا برفقته وهو مدير في مجلس الوزراء الفلسطيني٬ ولحق بهم زوج ابنته الآخر الناطق باسم حركة حماس عن مدينة القدس محمد إبراهيم حمادة.[7]

## حياته السياسية
- انتُخبَ وليد العمودي عضوًا في المكتب السياسي لحركة حماس لعدة دوراتٍ انتخابية٬ كان أبرزها أول مكتبٍ سياسيٍ أسسه الشيخ أحمد ياسين عام 1997م٬ وكان في ذاك الوقت أحد أبرز قادة حماس المقربين من الشيخ الياسين رفقة الشهيد القائد نزار ريان.[8]
- قادَ العمودي حركة حماس سرًا عام 1989م بعدما قامت قوات الاحتلال بتوجه ضربة تم على إثرها اعتقال الشيخ أحمد ياسين مع المئات من كوادر الحركة في غزة وإبعادهم إلى مرج الزهور. وبموجبها أعلن وزير الحرب الإسرائيلي آنذاك إسحاق رابين قضاءه على حركة حماس٬ لينتظر الشارع الفلسطيني حينها صدور بيان الحركة٬ وبترقبٍ إسرائيليٍ حذر أصدر وليد العمودي البيان بالموعد المحدد في كافة مساجد قطاع غزة٬ مما شكل صدمة لإسرائيل وهيئة الأركان باستحالة القضاء على حركة حماس.[9]

## عمله الدعوي والخيري
- داعية إسلامي وخطيب للمسجد الكبير في مخيم الشاطئ وهو أحد النواة الثلاثة المؤسسين لدار القرآن الكريم والسنة ومشروع تاج الوقار لحفظ القرآن الكريم.[10]
- عضو في رابطة علماء فلسطين.[11]
- أسس تجمع المؤسسات الخيرية في قطاع غزة ليرأسه على مدار أكثر من عشر سنوات٬ وأشرف على تأسيس عدة جمعيات خيرية ومشاريع تنموية كان يصب تمويلها لصالح عوائل الفقراء والأيتام وإعادة الإعمار في القطاع.[12]
- كان برفقته الوزير السابق أحمد الكرد وقد عرف عنهم بـ "محوريّ العمل الخيريّ".[13]

## كتبه ومؤلفاته
- منهج القرآن الكريم في عرض قضايا العقيدة.[5]
- المضامين التربوية المستنبطة من سورة العصر وآثارها.[14]
- منهج ابن تيمية في الاستدلال بالقراءات القرآنية على قضايا العقيدة.[15]
- منهج ابن تيمية في الاستدلال بالقراءات القرآنية على التفسير واللغة.[16]
- موازنة بين منهجي الإمامين الطبري وابن حجر العسقلاني في القراءات.[17]
- الغض ومشتقاته ونظائره في القرآن الكريم.[18]
- الإشفاق ومشتقاته ونظائره في القرآن الكريم.[19]

## خطبه ومقولاته

#### عرف بمنبرهِ السياسيّ الوطنيّ خلال خطبه٬ ومن مقولاته الشهيرة
- "يجب أن نهدد وجودهم٬ لأن الصراع الحقيقي بيننا وبين يهود هو صراع وجود وليس صراع حدود"
- "يجب أن نعترف ونصرح أمام العالم كله٬ أن الذي نسعى إليه حقيقةً هو إزالة ما يسمى دولة إسرائيل عن الوجود٬ لأنها من الناحية الشرعية لا يجوز أن تكون موجودةً على أرض الوقف الإسلامي ولا على أي أرضٍ قد اغتصبوها من أهلها"
- يجب على المسلمين أن يجاهدوا من أجل تحرير فلسطين٬ كل فلسطين٬ ولو لم يبقى واحدٌ من المسلمين على قيد الحياة"

## الاغتيال
- تعرض لمحاولتي اغتيالٍ عام 2006م خلال أحداث الانقسام٬ وتبِعها محاولة اغتيالٍ فاشلة عام 2008م في معركة الفرقان.[20]
- في ظهيرة يوم الجمعة العاشر من نوفمبر 2023م تمكن الاحتلال من اغتياله في مدينة غزة خلال معركة طوفان الأقصى٬ وارتقى برفقته زوج ابنته الشهيد د. علي عدنان أبو عودة.[21]
- تلقى نبأ ارتقاء نجله د. عبد الله وليد العامودي قبل استشهاده بستة أيام٬ وقد نال عبد الله شهادة الدكتوراه في الحديث الشريف وعلومه قبل أشهرٍ من ارتقاءه.[6]
- بعد عدة أيام لحق بهم زوج ابنته الآخر الناطق باسم حركة حماس عن مدينة القدس محمد إبراهيم حمادة شهيدًا٬ وقد أعلن الاحتلال عن اغتياله بالثالث والعشرون من نوفمبر 2023م في مخيم جباليا.[22]